# Galaxia espiral M61
La Galaxia del Rehilete (también conocida como Galaxia Espiral M61,  Messier 61, M61 o NGC 4303A) es una galaxia espiral intermedia  mediana del tipo SABbc, que se encuentra en el cúmulo de Virgo. Fue descubierta por Barnabus Oriani el 5 de mayo de 1779. M61 se encuentra a 60 millones de años luz de distancia. Con aproximadamente 100 000 años luz de diámetro, M61 es una de las galaxias espirales más grandes y brillantes del cúmulo de Virgo, y es casi el mismo tamaño de la Vía Láctea, perteneciendo dentro de ese cúmulo a la agrupación Nube S. Seis supernovas se han observado en M61, la más reciente en 2008.
M61 es una galaxia de núcleo activo, más concretamente una galaxia con brote estelar que se cree pudo haber sido causado por interacciones gravitatorias con las galaxias vecinas NGC 4292 y NGC 4303B; un estudio reciente muestra la presencia de un posible agujero negro supermasivo en el centro de esta galaxia con una masa de 5 millones de veces la del Sol y que está asociado a un joven y masivo cúmulo estelar con una masa de 100 000 veces la del Sol y una edad de 4 millones de años. Alrededor de este objeto se halla un anillo que alberga también varios cúmulos estelares jóvenes de gran masa -además de una miniespiral central- y que se halla asociado a una segunda barra mucho más pequeña que la principal de la galaxia.
El resto de M61 muestra también una elevada formación estelar, y además esta galaxia no tiene la deficiencia de hidrógeno neutro de otras galaxias espirales del cúmulo.